# Consell d'Estat de 1973

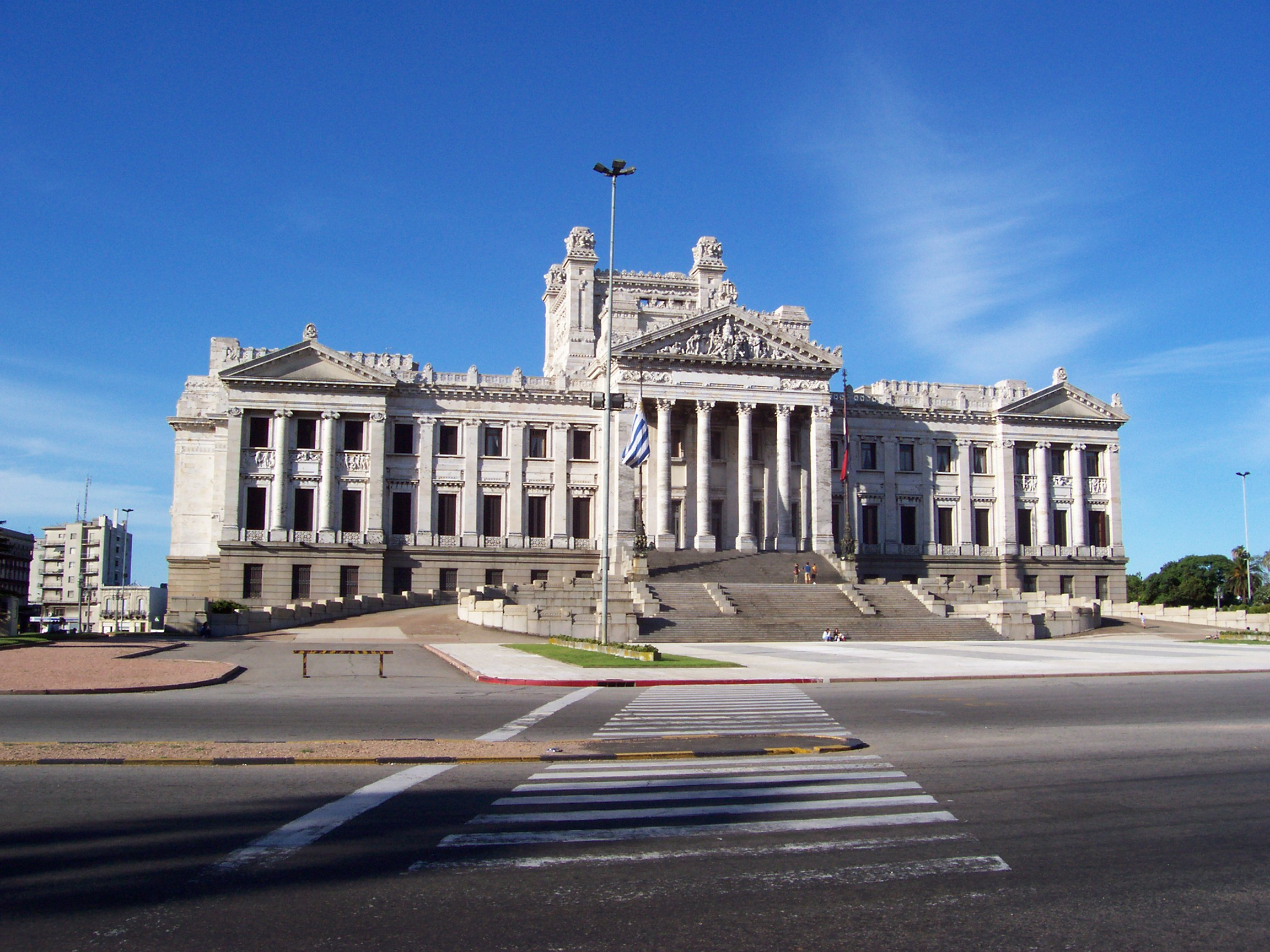
El Consell d'Estat va utilitzar el Palacio Legislativo com a la seva seu.

El Consell d'Estat (en castellà, Consejo de Estado) de l'Uruguai va ocupar la funció del Poder Legislatiu durant la dictadura militar que va viure el país entre juny de 1973 i febrer de 1985, després del cop d'estat de 1973.

## Història
El Consell d'Estat va ser creat pel decret 464/973 del 27 de juny, signat per Juan María Bordaberry Arocena, president elegit a les urnes el novembre de 1971 i dictador des del 27 de juny de 1973 fins a la seva destitució per les Forces Armades de l'Uruguai el juny de 1976. Va suplantar el parlament elegit democràticament.
El primer Consell d'Estat va ser nomenat només el 19 de desembre de 1973, gairebé sis mesos després de la seva creació. Va tenir una integració treballosa i va requerir negociacions i acords. El mateix Bordaberry va pensar en algun moment que el vicepresident Jorge Sapelli era la persona indicada per presidir-lo. Això va promoure un intercanvi de cartes, en les quals tots dos van jutjar mútuament les seves actituds amb profunda severitat.
Finalment, es va elegir per presidir l'òrgan l'ex-senador del Partit Nacional, Martín Recaredo Echegoyen. Més endavant, els membres del Consell van ser elegits per la Junta d'Oficials Generals i pels mateixos consellers d'Estat.

## Integració de 1973
| - Martín Recaredo Echegoyen (president) - Alberto Demicheli (president després de la mort d'aquest) - Hamlet Reyes - Aparicio Méndez - Aurora Álvarez de Silva Ledesma - Gladys Freire de Addiego - María Luisa Coolighan Sanguinetti | - Emilio Siemens Amaro - Julio César Espínola - José Antonio Varela - Jesús Rubio - Daniel Rodríguez Larreta - Juan Rodríguez López | - Mario Arcos Pérez - Rodolfo Saccone - Alfredo Lamaison - Mario Gaggero - Raúl Clerc - José Francisco Franca | - Osvaldo Soriano - Enrique Viana Reyes - Alfredo Cardozo Arrarte - Eduardo Praderi - Mario Jorge Coppetti - Jorge Spangenberg. |

## Integració de 1976
El 1976 va tenir lloc una important renovació, quedant integrat de la següent manera:
| - Hamlet Reyes (president) - Aurora Álvarez de Silva Ledesma - Mario Arcos Pérez - Mario Jorge Coppetti - Julio César Espínola - José Francisco Franca - Mario Gaggero | - Eduardo Praderi - Daniel Rodríguez Larreta - Osvaldo Soriano - Enrique Viana Reyes - Jorge Laborde Bercianos - Martín C. Martínez | - Willy Patocchi - Blanco Amorós de León de Dutra - José Carlos Brun Cardoso - Marcial Bugallo - Eduardo Crispo Ayala - José Enrique Echeverry Stirling | - Bertrand Gruss - Rafael Ravera Giuria - Pedro P. Rivero - Alberto Rodríguez Marghieri - Jorge Seré del Campo - Alejandro Végh Villegas |

## Integració de 1981
El setembre de 1981, quan la dictadura va passar a ser presidida pel general Gregorio Álvarez, el Consell va passar també de tenir 25 membres a tenir-ne 35:
| - Hamlet Reyes (president) - Marcial Bugallo - Federico García Capurro - Eduardo Praderi - Walter Belvisi - Norberto Bernachin - Gervasio Gónzalez - Adolfo Gutiérrez - Néstor Bolentini | - Pedro W. Cersósimo - Wilson Craviotto - Brigadier General Raúl Bendahan - Alberto Aguiar - Hugo Amondarain - Fernando Assuncao - Bernardo Barran - Daniel Barreiro - Domingo Burgueño Miguel | - Juan J. Burgos - Eduardo Carrera Hughes - Rodolfo Ciganda - Luis A. Crisci - Waldemar Cuadri - Alfredo De Castro - Milton de los Santos - Eduardo Esteva - Juan Santana Echeverrito | - Antonio Gabito Barrios - Manuel Gastelumendi - Carlos A. Gelpi - Alfonso Greissing - Irma Lamanna - Ricardo Milessi - Genaro Perinetti García - Ruben Riani |

## Altres integrants
Al llarg de la seva història un total de 113 persones van integrar el Consell, algunes de les quals són:
| - Enrique Lamaison - Jorge Amondarain Mendoza - María Ruth Andrade Ochoa - Enrique Arocena Olivera - Dardo Casas del Río - Alberto del Pino Borallo - Luis O. Dini - Juan P. Ferreira | - Werther Martínez - Miguel Pereira Serra - Cesalino Silveira - Armando Barhaburu Bagalciague - Jorge Borlandelli - Gilver Cagnone - Francisco Cantou | - Eduardo Galagorri Bruche - Vicealmirante Víctor Gónzalez Ibargoyen - Antonio Guerra - Hugo Manini Ríos - Julio César Michelli - Pablo Millor - Daniel Ordoñez | - Víctor Ortiz - Miguel Peirano - Ricardo Reilly Salaverry - Emilio Sader - Nelson Simonetti - Atanasildo Viera - Ariel Villar |

## Epíleg
Després del Pacte del Club Naval i en assumir el 15 de febrer de 1985 els integrants del Poder Legislatiu elegits durant les eleccions generals de 1984, el Consell d'Estat va quedar de facto dissolt. Alguns dels seus integrants, com Pedro W. Cersósimo, Wilson Craviotto i Pablo Millor van ser elegits com a legisladors; altres, com a intendents departamentals. Walter Belvisi va ser elegit intendent del departament de Paysandú per al període 1985-1990 i posteriorment senador per al període 1990-1995. Domingo Burgueño Miguel va ser elegit intendent del departament de Maldonado per als períodes 1990-1995 i 1995-2000. Néstor Bolentini, per la seva banda, va fundar el partit polític Unió Patriòtica Salvadora de la Democràcia, de signe anticomunista, que va obtenir un magre resultat en les eleccions de novembre de 1984.
Posteriorment, la llei 15.738 del 13 de març de 1985 va disposar: a) declarar que les normes dictades amb caràcter d'actes legislatius durant el període entre el 19 de desembre de 1973 i el 14 de febrer de 1985, s'identifiquessin com a "decrets llei"; b) que aquests actes es declaraven amb valor i força de llei; c) que no ingressaven dins d'aquesta convalidació una llista de decrets llei que s'enumeraven com a no vigents o nuls; d) va disposar a més que tots els poders i ens del govern procedissin a revocar d'ofici, en l'òrbita de la seva competència, els actes administratius il·legítims dictats en aplicació d'aquests actes legislatius nuls, precisant en cada cas els efectes de la revocació.